# Aeroporto Internazionale di Jackson-Medgar Wiley Evers
L'aeroporto Internazionale di Jackson-Medgar Wiley Evers (in inglese Jackson–Medgar Wiley Evers International Airport) è uno scalo aereo internazionale situato nella contea di Rankin, a 9,7 km ad est del centro di Jackson, la capitale dello Stato del Mississippi.
È intitolato all'attivista dell'NAACP Medgar Evers.

## Storia
La prima pietra dell'aeroporto fu posta il 17 agosto 1959. Lo scalo tuttavia fu aperto al traffico solamente nel 1963.